# Waitrose Duchy Organic
Waitrose Duchy Organic (in precedenza Duchy Originals from Waitrose e,  prima ancora, semplicemente Duchy Originals) è un marchio di alimenti biologici venduto soprattutto nei negozi Waitrose nel Regno Unito, Ocado, e in piccoli negozi indipendenti. Il marchio è una partnership tra Waitrose e Duchy Originals Limited, una società fondata da Carlo, Principe di Galles, nel 1990, che prende il nome dalle proprietà del Ducato di Cornovaglia che sono affidate al Principe di Galles.

## Storia
Il marchio Duchy Originals è stato originariamente concepito nel 1990 come un punto vendita per gli alimenti biologici coltivati nella tenuta del Principe di Galles a Highgrove House e il primo prodotto erano biscotti all'avena. Inizialmente i prodotti venivano venduti in negozi di fascia alta come Harrods e Fortnum & Mason. Durante gli anni '90 i prodotti Duchy Originals iniziarono ad essere immagazzinati in negozi di fattorie e salumerie indipendenti e l'espansione durante gli anni 2000 vide una gamma selezionata di prodotti Duchy Originals diventare ampiamente disponibili nella maggior parte dei principali supermercati del Regno Unito, con Waitrose come il più grande cliente di questo marchio. Nel 2008 le vendite di Duchy Originals avevano raccolto cumulativamente oltre 7 milioni di sterline per la Fondazione di beneficenza del Principe di Galles. A seguito della crisi finanziaria del 2007-2008, l'attività del Duchy Originals iniziò a subire perdite, pari a circa 3 milioni di sterline nel 2009, e nel settembre di quell'anno fu annunciato che il Duchy Originals aveva concordato un accordo esclusivo con Waitrose. Dall'agosto 2010 i prodotti sono stati rilanciati con il marchio Duchy Originals dell'insegna Waitrose e la gamma di allora di circa 200 linee è stata ampliata a oltre 300. Waitrose ha investito molto nel marchio e le vendite sono raddoppiate durante i primi tre anni dell'accordo esclusivo. Nel 2013 il marchio era in vendita in 30 paesi tra cui Australia e Giappone. Nell'estate del 2015 il marchio è stato cambiato in Waitrose Duchy Organic. Waitrose ha una licenza esclusiva per originare, fabbricare, distribuire e vendere prodotti nel Regno Unito attraverso i suoi negozi e tramite terzi. La tradizione di donare royalties in beneficenza è continuata e il Principe di Galles ha continuato la sua collaborazione con il marchio.

## I marchi
La società Duchy Originals, una consociata interamente di proprietà del fondo di beneficenza del Principe di Galles, ha creato il marchio Duchy Originals nel 1990 come marchio premium di alimenti e bevande biologiche. Ha anche creato altri due marchi, Duchy Selections e Duchy Collections. Duchy Selections era una gamma di prodotti di alta scelta gratuiti (ma non biologici) di carne suina, pesce e acque minerali, e Duchy Collections era una gamma di prodotti non alimentari di alta qualità.

## Informazioni finanziarie
Alla fine degli anni '90 il marchio aveva un fatturato annuo di circa £ 1 milione. Questo era cresciuto a £ 4,86 milioni entro il 2006/7. Le spese amministrative ammontano a 3,31 milioni di sterline, con un utile operativo di 1,53 milioni di sterline. La società è stata gravemente colpita dalla recessione nel 2007 e ha iniziato a subire perdite. Per l'esercizio 2008/9, la società non ha realizzato profitti e il fatturato è sceso a £ 2,2 milioni, con una perdita operativa di £ 3,3 milioni, rispetto al risultato operativo dell'esercizio precedente di £ 57.000. Le fortune sono migliorate dopo l'accordo Waitrose del 2009 e entro il 2013 i profitti annuali sono stati di £ 2,8 milioni.

## The Duchy Originals Food company
L'unica impresa di Duchy Originals per la produzione alimentare è stata la Duchy Originals Food. Questa era una consociata interamente di proprietà della società Duchy Originals e ha aperto una fabbrica a Launceston in Cornovaglia nel 2006. La fabbrica consisteva di una panetteria che produceva prodotti di pasticceria sia dolci che salati. L'impresa ha sofferto di problemi finanziari, con una perdita di 447.158 sterline nell'anno finanziario 2006/7. Nel 2009 la società Duchy Originals ha deciso di vendere la panetteria.

## Erbe medicinali
Nel 2008 Duchy Originals ha collaborato con la società di medicina alternativa Nelsons per produrre una linea di rimedi erboristici. Ciò ha portato a polemiche, in cui i principali scienziati britannici hanno affermato che il Duchy Originals ha promosso i suoi rimedi erboristici con affermazioni scientificamente insoddisfacenti. Edzard Ernst, il primo professore di medicina complementare del Regno Unito, ha affermato che i prodotti di disintossicazione del Duchy Originals erano "assolutamente ciarlatani". Successivamente, l'Agenzia di regolamentazione per i medicinali e i prodotti sanitari ha stabilito che le indicazioni di guarigione erano fuorvianti e ha richiesto alla società di modificare una campagna pubblicitaria che promuoveva due medicinali a base di erbe.

## Acqua minerale
Nel 2002 la Deeside Water Company iniziò a produrre parte della sua acqua minerale in bottiglia per il marchio Duchy Originals. Nel 2010 Waitrose rinominò il prodotto come Duchy Originals from Waitrose e nel 2016 il supermercato lo riconfezionò come parte della sua gamma premium Waitrose One.

## Attrezzi da giardino
Con il marchio Duchy Originals sono stati prodotti anche attrezzi da giardinaggio dalla società Caldwells del Lancashire fino a quando questa non è entrata in amministrazione nel 2009.

## Beneficenza
La società Duchy Originals Ltd è una consociata interamente controllata della The Prince of Wales's Charitable Foundation e dona in beneficenza dai suoi profitti. Nel 2013 il marchio aveva raccolto 11 milioni di sterline dai suoi profitti per le organizzazioni benefiche del Principe di Galles. Nel 2014 i profitti delle vendite di Waitrose hanno fruttato 3 milioni di sterline alla Prince's Charities. In Canada, i proventi delle vendite dei prodotti Duchy Originals sono devoluti alle organizzazioni benefiche associate a The Prince's Charities Canada. Prima del 2012, oltre un milione di dollari canadesi sono stati raccolti in questo modo.

## Il Duchy Future Farming programme
Nel 2013 è stato istituito il Duchy Future Farming programme in collaborazione con la Soil Association per fornire consulenza e supporto agli agricoltori e ai coltivatori del Regno Unito nel condurre ricerche sui metodi di agricoltura biologica. I partecipanti sono incoraggiati a condurre esperimenti nei propri campi e nel 2015 erano stati coinvolti oltre 3000 agricoltori. È inoltre disponibile un fondo di ricerca che offre fino a £ 25.000.

## Pubblicazioni
- Acton, Johnny & Sandler, Nick (2006) Duchy Originals Cookbook. London: Kyle Cathie ISBN 1-85626-653-2
- Sally Bedell Smith, Prince Charles: The Passions and Paradoxes of an Improbable Life, Random House Publishing Group, 2017, ISBN 978-0-8129-8843-7.